# Aitor Francesena
Aitor Francesena Uria (Zarauz, Guipúzcoa, 2 de octubre de 1970) es un surfista ciego español ganador dos veces del campeonato del mundo ISA y tres veces campeón del mundo del circuito mundial de la ASP de surf adaptado. Es conocido también por su sobrenombre «Gallo».

## Biografía
Fue diagnosticado de glaucoma congénito y a los 14 años perdió el ojo derecho tras numerosas operaciones, sin embargo, no dejó de practicar surf.
En 2012 le impactó una gran ola que le destrozó el ojo izquierdo, trasplantado de córnea un par de años antes, por lo que quedó totalmente ciego. Tan solo tres meses después del accidente volvió a probar si podía surfear. Empezó con tablas anchas y olas pequeñas para pasar después a tablas estrechas y olas más grandes. No se mareaba y se dio cuenta de que el mar le daba mucha información y aun viendo en negro, volvió a surfear. Sigue practicando surf y desde el 28 de abril del 2023, en reconocimiento a su carrera profesional, tiene su propia estrella en el paseo de la playa de Somo (Cantabria).
En 2023 participó como actor en varios capítulos de la serie Itxaso  y en septiembre de 2024 fue el primer invitado del programa La Revuelta de TVE. 

## Carrera deportiva
Reconocido en el mundo del surf por su trayectoria, Francesena fue uno de los pioneros del surf. Abrió la primera escuela de este deporte a nivel nacional en 1988, en Zarauz. Fue el primer entrenador de surf de España y su método de enseñanza se usa todavía hoy en casi todas las escuelas.
Ha entrenado a surfistas de élite como Aritz Aranburu, Eneko y Kepa Acero, Axi Muniain o Mario Azurza. Es promotor del grupo de surf adaptado dentro de la Federación Española de Surf, organizando y participando en distintas jornadas de surf adaptado. Desde 2016 forma parte de Basque Team.

## Palmarés
- Campeón de España de surf adaptado de 2015 a 2025 ininterrumpidamente.
- Bicampeón del mundo de surf adaptado, categoría invidentes-visual impairment V1 de la ISA en los años 2016 y 2020.
- Campeón del circuito mundial 2022, 2023, 2024 (AASP)
- Campeón del US Open 2022 y 2023, California.
- Campeón del circuito mundial Parasurf League 2023 (PSL).
- Campeón del circuito europeo Parasurf League 2023 (PSL).
- Campeón de Europa de surf adaptado de la categoría V1 en el 2019 y en el 2023.